# Juno y Argos
La pintura Juno y Argos de Pedro Pablo Rubens es un gran óleo sobre lienzo, de 249 × 296 cm de principios del siglo XVII, que muestra una escena de la mitología griega. Es una de las obras más importantes exhibidas en el Museo Wallraf-Richartz en Colonia.

## Descripción
Abajo a la izquierda, la suave carnación brillante y rosada de unos pequeños putti regordetes contrasta con el color pálido y apagado del hombre tendido decapitado a la derecha. Aunque los amorcillos juegan con las plumas de la cola de dos pavos reales y pese a las coloridas túnicas de las damas presentes, la escena es más bien cruel: las dos mujeres extraen meticulosamente los ojos de la cabeza cortada con unas pinzas. Además, detrás de la historia mitológica del cuadro hay un pensamiento teórico-artístico.

## Tema de la imagen
Juno, la esposa de Júpiter (los equivalentes romanos de la Hera y el Zeus griegos), coronada con una diadema de oro y piedras preciosas y vestida con una lujosa túnica de brillante seda de color rojo intenso, realiza esta macabra obra, recogiendo en las manos los globos oculares, apoyada activamente por Iris, la personificación del arcoíris, que los arranca uno a uno con pinzas. Los cien ojos del difunto Argos, son luego insertados en la cola de sus pavos reales por Juno.
En su obra Las metamorfosis, el poeta romano Ovidio transmitió la historia plasmada por Pedro Pablo Rubens (Ovidio, Las metamorfosis I, 721–724). Júpiter, que nunca fue reacio a los escarceos adúlteros, fue sorprendido por su esposa Juno mientras retozaba con la hermosa Io. Justo a tiempo, el padre de los dioses transforma a su amante en una vaca blanca como la nieve. Ella también es hermosa como vaca, y Juno tiene que alabar su belleza. Pero luego pide el animal como regalo. Para no traicionarse a sí mismo, Júpiter no tiene más remedio que cumplir su deseo. Sin embargo, la sospechosa Juno teme con razón que le roben la vaca y finalmente la entrega al cuidado de Argos, un gigante que tenía cien ojos alrededor de su cabeza. "Dos de ellos se turnaron para descansar, los demás cuidaron y se quedaron de guardia", escribe Ovidio.
Júpiter no puede soportar esta situación. Así que envía al conversador mensajero de los dioses Mercurio para liberar a Io. Mercurio le cuenta a Argos largas historias con muchas palabras y una voz tranquila y trata de conquistarlo con su flauta (I, 684). Y de hecho, en algún momento, "todos los ojos de Argos, abrumados por el sueño, se cerraron. (...) Mercurio saca su espada torcida y golpea a Argos con ella, asiente en sueños, una herida donde la cabeza se une al cuello."
En esta imagen, que probablemente se pintó alrededor de 1610, las diosas ahora están ocupadas levantando un monumento al guardián muerto. Se dice que los ojos de Argos viven en las plumas del pavo real. La inserción literal de los ojos en el plumaje del ave muy rara vez se encuentra en el arte. Como regla general, los artistas eligieron el momento antes del adormecimiento y la decapitación. El propio Rubens también representó este momento del asesinato de Argos en otro cuadro que creó para el interior de una residencia de verano del rey Felipe IV. El cuadro cuelga hoy en el Prado de Madrid, y fue realizado hacia 1636/38.

## Interpretación
Las razones por las que Rubens eligió la rara escena no están claras. El final del texto de Ovidio dice: "¡La luz que brillaba en tantos ojos se apaga! ¡Cien ojos ahora se cubrieron una noche!". Entonces, la historia también gira en torno al tema de la luz y la oscuridad, sobre la óptica. Si se profundiza en estos pensamientos, se nota que Rubens también incluye a "Iris" en la imagen, que Ovidio ni siquiera menciona en la historia de Argos. Iris era una mensajera de los dioses que estaba al servicio de Juno. Iris, la palabra griega para "arco iris", era la personificación de este fenómeno atmosférico visto en la antigüedad como una conexión entre la esfera celestial y la terrenal; "iris" además, se refiere a la parte del ojo humano que rodea la pupila. Entonces, aquí también hay una relación con la óptica.
Un acorde de color comienza con amarillo/dorado a la derecha de la imagen en el carro y en la túnica de Juno: la mujer junto al carro es otra sirvienta de la diosa. Luego continúa sobre la gran área rojo intenso de la túnica de Juno y luego conduce al vestido azul de Iris. A través de colores mezclados complementados, se evoca el propio arco iris.
“Azul, rojo, amarillo” son los colores básicos de la teoría de los colores, que se pueden encontrar en los seis libros sobre la óptica del sacerdote jesuita de Amberes François d'Aguilon. El libro de Aguilon, impreso en Amberes, y el cuadro de Rubens se hicieron casi al mismo tiempo. Se desconoce hasta qué punto se conocían Rubens y Aguilon, pero es seguro que Rubens diseñó la imagen de portada de la obra de Aguilon. Es notable, y esto también forma parte del campo de la percepción óptica, la brillantez con que Rubens fue capaz de representar los tonos de piel más variados. Innumerables tonos de color, desde el rosa al blanco, forman la piel rosada de los amorcillos y la tez ligeramente más blanca de las diosas. El cuerpo musculoso de Argos aparece, sin embargo, ya en un pálido rigor mortis. Rubens fue brillante también en la reproducción de los tejidos. La luz parece refractar en las túnicas. Los innumerables tonos de color, virtuosamente plasmados, a veces con pinceladas gruesas, crean la impresión de una seda sólida y muy pesada. Por lo tanto, Rubens no solo teoriza sobre los efectos ópticos, sino que también los implementa de manera excelente en su pintura.
Finalmente, no se ocultan niveles adicionales de significado del mito de Argos. El teórico del arte holandés Karel van Mander, que escribió una interpretación ampliamente leída de las Metamorfosis de Ovidio en 1604, interpretó a Argos como la mente humana unida al cuerpo animal (Io). La mente, sin embargo, es puesta en un sueño voluptuoso por Mercurio y por lo tanto se ha vuelto vulnerable. La historia de Argos también se podía encontrar en la época en los emblemas, es decir, en colecciones de poemas epistémicos, cada uno con pequeñas ilustraciones. Uno dice, por ejemplo: "Nadie está tan atento que un dulce adulador no pueda engañarlo bajo la apariencia de amistad."